# دونكي كونغ (سلسلة)
دونكي كونغ (بالإنجليزية: Donkey Kong)‏ هي سلسلة من ألعاب الفيديو تعرض مغامرات شخصية تشبه القرد تدعى دونكي كونغ، ابتكرها شيغيرو مياموتو عام 1981. تتكون السلسلة بشكل أساسي من نوعين من الألعاب، ولكنه يتضمن أيضًا عناوين عرضية إضافية من أنواع مختلفة.
ألعاب النوع الأول هي في الغالب أنواع منصات / ألغاز أكشن ذات شاشة واحدة، والتي تميز دونكي كونغ بالخصم في بيئة إنشاءات صناعية. ظهر دونكي كونغ لأول مرة في آلة أركيد 1981 في لعبة دونكي كونغ، والتي واجه فيها جمبمان (ماريو). كانت هذه اللعبة أيضًا أول ظهور لـ ماريو، المعروفة قبل لعبة سوبر ماريو برذرز التي صدرت بعد أربع سنوات. في عام 1994، أعيد إحياء السلسلة باسم سلسلة دونكي كونغ كانتري، والتي تصور دونكي كونغ وعشيرته من القردة الأخرى كأبطال في غاباتهم الأصلية مقابل مجموعة متنوعة من الأعداء المجسمون، عادة ضد الكريملنغز، وعشيرة التماسيح وقائدهم الملك ك. روول. هذه هي ألعاب منصة التمرير الجانبي. تضمنت العناوين خارج هذين النوعين ألعاب الإيقاع (دونكي كونغا) وألعاب السباق (ديدي كونغ رايسينغ) والألعاب التعليمية (دونكي كونغ جونيور ماث).
السمة المميزة لسلسلة دونكي كونغ هي البراميل، التي يستخدمها الكونغز كأسلحة ومركبات وأثاث وسكن. شخصية دونكي كونغ معروفة للغاية ومشهورة للغاية؛ باعت السلسلة أكثر من 40 مليون وحدة في جميع أنحاء العالم.

## الشخصيات
ظهر دونكي كونغ لأول مرة في لعبة الأركيد التي تحمل نفس الاسم عام 1981 باعتباره الزعيم. أصبح شخصية اللاعب في الألعاب اللاحقة. ظهر دونكي كونغ جونيور لأول مرة في لعبة الآركيد دونكي كونغ جونيور التي صدرت عام 1982. وكانت الحبكة أن ينقذ دونكي كونغ جونيور والده دونكي كونغ من ماريو (المعروف في البداية باسم جمب مان في نسخة الآركيد اليابانية من دونكي كونغ). كرانكي كونغ هو دونكي كونغ الأصلي الذي كان يُطلق عليه بالتناوب جده ووالد دوني كونغ الحديث.[بحاجة لمصدر] إنه كبير في السن وكثيراً ما يوبخ جيل الشباب من الأبطال. تم تقديم ديدي كونغ لأول مرة في دونكي كونغ كانتري وظهر في دونكي كونغ كونتري 2 باعتباره الشخصية الرئيسية. ظهرت ديكسي كونغ لأول مرة في دونكي كونغ كونتري 2 بصفتها صديقًة لديدي كونغ وتمت الإشارة إليه على أنه صديقته. قامت لاحقًا بدور البطولة في دونكي كونغ كونتري 3 إلى جانب كيدي كونغ. من بين الأعضاء البارزين الآخرين في عائلة كونغ هم فانكي كونغ وكاندي كونغ وورينكلي كونغ وتايني كونغ ولانكي كونغ. كينغ ك. روول هو الخصم الرئيسي للسلسلة، على الرغم من ظهور أشرار إضافيين أيضًا، بما في ذلك ويزبيغ (ديدي كونغ رايسينغ) وغاستلي كينغ (دونكي كونغ جنغل بيت) وتيكي تاك تريبي (دونكي كونغ كانتري ريترنز) وسنومادس (دونكي كونغ كانتري: تروبيكال فريز).
ظهرت شخصيات من سلسلة دونكي كونغ في ألعاب نينتندو التي تدمج بين شخصيات مختلفة من ألعاب فيديو مختلفة مثل سلسلة سوبر سماش برذرز وسلسلة ماريو كارت وسلسلة ماريو بارتي.

## الألعاب
- دونكي كونغ (آركيد، 1981)
- دونكي كونغ جونيور (آركيد، 1982)
- دونكي كونغ 2 (غيم أند واتش، 1983)
- دونكي كونغ 3 (آركيد، 1983)
- دونكي كونغ جونيور ماث (نينتندو إنترتينمنت سيستم، 1983)
- دونكي كونغ كلاسيكس (نينتندو إنترتينمنت سيستم، 1988)
- دونكي كونغ (غيم بوي) (غيم بوي، 1994)
- دونكي كونغ كونتري (سوبر نينتندو، 1994)
- دونكي كونغ لاند (غيم بوي، 1995)
- دونكي كونغ كونتري 2 (سوبر نينتندو، 1995)
- دونكي كونغ لاند 2 (غيم بوي، 1996)
- دونكي كونغ كونتري 3 (سوبر نينتندو، 1996)
- ديدي كونغ رايسينغ (نينتندو 64، 1997)
- دونكي كونغ لاند 3 (غيم بوي، 1997)
- دونكي كونغ 64 (نينتندو 64، 1999)
- دونكي كونغا (غيم كيوب، 2003)
- دونكي كونغا 2 (غيم كيوب، 2004)
- دونكي كونغا 3 (غيم كيوب، 2005)
- دونكي كونغ كانتري ريترنز (وي، 2010)
- دونكي كونج كونتري: تروبيكال فريز (وي يو، 2014)

## التقييم
| لعبة                                       | سنة  | عدد المبيعات (بالملايين) | غيم رانكينغز                   | ميتاكريتيك                |
| ------------------------------------------ | ---- | ------------------------ | ------------------------------ | ------------------------- |
| دونكي كونغ كانتري                          | 1994 | 13.31                    | 89% (SNES) 90% (GBC) 79% (GBA) | — (SNES) — (GBC) 78 (GBA) |
| دونكي كونج كونتري 2: ديدي كونج كويست       | 1995 | 6.28                     | 90% (SNES) 81% (GBA)           | — (SNES) 80 (GBA)         |
| دونكي كونج كونتري 3: ديكسي كونغز دبل تربلز | 1996 | 4.28                     | 83% (SNES) 75% (GBA)           | — (SNES) 77 (GBA)         |
| دونكي كونغ 64                              | 1999 | 5.27                     | 87%                            | 90                        |
| دونكي كونغ جنغل بيت                        | 2004 | —                        | 82% (GCN) 81% (Wii)            | 80 (GCN) 78 (Wii)         |
| دونكي كونغ كانتري ريترنز                   | 2010 | 9.29                     | 87% (Wii) 83% (3DS)            | 87 (Wii) 83 (3DS)         |
| دونكي كونغ كانتري: تروبيكال فريز           | 2014 | 4.26                     | 84% (Wii U) 87% (NS)           | 83 (Wii U) 86 (NS)        |

تلقت سلسلة دونكي كونغ استقبالًا نقديًا إيجابيًا. كثيرًا ما يُشار إلى دونكي كونغ ودونكي كونغ كانتري على أنهما من أفضل ألعاب الفيديو على الإطلاق. الأولى لتأثيرها على العصر الذهبي لألعاب الفيديو الأركيد، والأخيرة لاستخدامها «الرائد» للرسومات ثلاثية الأبعاد والموسيقى في الغلاف الجوي. أدرج مكسيم دونكي كونغ كانتري في المرتبة 14 في قائمة «أفضل 30 سلسلة لألعاب الفيديو في كل العصور»، واصفًا السلسلة بأنه «بعض من أفضل ألعاب المنصات على أجهزة نينتندو.» في كتاب 2017 أعظم 100 لعبة سلاسل ألعاب الفيديو، تم وصف دونكي كونغ بأنه «رمز يمثل كل من الخلود والتوقيت المناسب لألعاب الفيديو.»
بعد إصدار أول دونكي كونغ، رفعت يونيفرسال ستوديوز دعوى قضائية على شركة نينتندو، زاعمة أن لعبة الفيديو كانت انتهاكًا للعلامة التجارية لـ كينغ كونغ، المؤامرة والشخصيات التي ادعت يونيفرسال أنها تخصها. في القضية، قضت محكمة مقاطعة يونيفرسال سيتي ستوديوز إنك ضد شركة نينتندو المحدودة، بأن شركة يونيفرسال تصرفت بسوء نية، وأنه ليس لها الحق في اسم كينغ كونغ أو الشخصيات والقصة. كما قررت المحكمة أنه لا توجد إمكانية للمستهلكين للخلط بين لعبة نينتندو وشخصياتها مع أفلام كينغ كونغ وشخصياتها. كانت هذه القضية بمثابة انتصار هائل لشركة نينتندو، التي كانت لا تزال قادمة جديدة إلى السوق الأمريكية. أثبتت القضية الشركة كلاعب رئيسي في الصناعة ويمكن القول إنها أعطت الشركة الثقة في قدرتها على منافسة عمالقة الإعلام الأمريكي.
أدى نجاح السلسلة إلى منح موسوعة غينيس للأرقام القياسية للسلسلة سبعة أرقام قياسية عالمية في موسوعة غينيس للأرقام القياسية: إصدار الألعاب لعام 2008. وتشمل السجلات: «أول استخدام لسرد القصص المرئية في لعبة فيديو» لمشاهد القطع البدائية ظهرت في لعبة أركيد دونكي كونغ الأصلية، «معظم العناصر القابلة للتحصيل في لعبة منصة» لدونكي كونغ 64.
«إنه على غرار دونكي كونغ» هو تعبير مستخدم في ثقافة البوب مستوحى من اللعبة. طلبت نينتندو علامة تجارية على العبارة لدى مكتب الولايات المتحدة لبراءات الاختراع والعلامات التجارية في نوفمبر 2010.
كانت اللعبة الأصلية محور الفيلم الوثائقي لعام 2007 ذا كينغ أوف كونغ.
في عام 2007، رخصت سلسلة سباقات مونستر جام ظهور دونكي كونغ لـ شاحنة وحش. يقود الشاحنة فرانك كرمل، وهي مملوكة لشركة فيلد موتورزسبورتز. تم تزيين الشاحنة لتبدو مثل الشخصية ولها ربطة عنق دونكي كونغ في المقدمة. ظهرت الشاحنة لأول مرة في حدث مونستر جام في ملعب هيربيرت همفري ميترودوم في مينيابوليس، مينيسوتا، الولايات المتحدة في 8 ديسمبر 2007. ذهبت إلى نهائيات مونستر جام ورلد 9، بالإضافة إلى نهائيات ورلد 10، حيث كانت أسرع تصفيات.

### الملاحظات
1. ↑  مبيعات دونكي كونغ كانتري:
  - نسخة سوبر نينتندو: 9.3 مليون
  - نسخة غيم بوي كولر: 2.19 مليون
  - نسخة غيم بوي أدفانس: 1.82 مليون
2. ↑  مبيعات دونكي كونغ كانتري 2:
  - نسخة سوبر نينتندو: 5.15 مليون
  - نسخة غيم بوي أدفانس: 1.23 مليون
3. ↑  مبيعات دونكي كونغ كانتري 3:
  - نسخة سوبر نينتندو: 3.51 مليون
  - نسخة غيم بوي أدفانس: 0.77 مليون
4. ↑  مبيعات دونكي كونغ كانتري ريترنز:
  - نسخة وي: 6.53 مليون
  - نسخة 3دي أس: 2.76 مليون
5. ↑  مبيعات لعبة دونكي كونغ كانتري: تروبيكال فريز:
  - نسخة وي يو: 2.01 مليون
  - نسخة سويتش: 2.25 مليون